# Samorząd terytorialny w Portugalii
Samorząd terytorialny (lokalny) w Portugalii (port. Autarquias Locais) – system samorządowy Republiki Portugalskiej posiada trójszczeblową strukturę, która dzieli się na sołectwa / parafie (freguesias), gminy (municípios) i regiony administracyjne (Regiões Administrativas). Freguesias mogą kwalifikować się do vilas (miasteczek) lub cidades (miast).

## Historia
Tradycje samorządu terytorialnego w Portugalii są stosunkowo krótkie. Od początków monarchii aż do lat 70. XX w. Portugalia była państwem silnie scentralizowanym. Decentralizację władzy rozpoczęło dopiero zwycięstwo rewolucji goździków z 1974 r. i przyjęcie Konstytucji Republiki Portugalskiej z 2 kwietnia 1976, która zmierzając do demokratyzacji państwa, ustanowiła również nowe zasady ustroju terytorialnego, panujące do dziś.

## Struktura władz lokalnych
|                           | Sołectwo / Parafia                                                  | Gmina                                                                                  | Region administracyjny                                                             |
| ------------------------- | ------------------------------------------------------------------- | -------------------------------------------------------------------------------------- | ---------------------------------------------------------------------------------- |
| Organy przedstawicielskie | Junta da Freguesia                                                  | Câmara Municipal                                                                       | Zgromadzenie Regionalne i Komitet Regionalny                                       |
| Sposób wyboru             | Wybory bezpośrednie                                                 | Wybory bezpośrednie                                                                    | Wybory bezpośrednie                                                                |
| Kadencja                  | 4 lata                                                              | 4 lata                                                                                 | 4 lata                                                                             |
| Funkcja                   | Uchwałodawcza                                                       | Organ stanowiący                                                                       | Kolegialny organ wykonawczy regionu                                                |
| Zadania                   | Prowadzenie usług stanu cywilnego i ochrona posiadanego dziedzictwa | Wszystkie działania mające na celu interes gminy np. szkolnictwo, oczyszczanie ścieków | Kierowanie służbami publicznymi oraz koordynacja i pomoc gminom w ich działalności |

## Struktura władz regionów autonomicznych
Zgodnie z konstytucją organami regionów autonomicznych są regionalne zgromadzenie ustawodawcze i rząd regionalny, który ponosi polityczną odpowiedzialność przed zgromadzeniem. Status osób wchodzących w skład organów władzy regionów autonomicznych określają statuy polityczno-administracyjne każdego z regionów. Regionami autonomicznymi w Portugalii są Azory i Madera.

### Regionalne zgromadzenie ustawodawcze
- Wybierane jest w wyborach powszechnych, bezpośrednich i w głosowaniu tajnym
- Zasady funkcjonowania regionalnego zgromadzenia ustawodawczego określa przyjmowane przez to zgromadzenie regulamin

### Rząd regionalny
- Powoływany jest przez przedstawiciela republiki, który najpierw, z uwzględnieniem wyników wyborów powołuje przewodniczącego, a następnie na jego wniosek pozostałych członków rządu regionalnego
- Zasady funkcjonowania rządu regionalnego określa sam rząd

## Wybory
- Skład organów wybieralnych, w tym wybieralnych organów władz lokalnych i władz regionów autonomicznych, jest wyłaniany w drodze odbywających się okresowo, bezpośrednich wyborów, przeprowadzanych w głosowaniu tajnym
- Kandydatów w wyborach mogą zgłaszać partie polityczne występujące oddzielnie lub tworzące koalicje oraz grupy obywateli posiadających prawo wybierania
- Udział w wyborach mogą brać osoby objęte spisami wyborców, które prowadzone są z urzędu, obowiązkowo, w sposób stały i jednolity dla wszystkich wyborów bezpośrednich i powszechnych
- Kampania wyborcza prowadzona jest z uwzględnieniem czterech zasad:
  - wolności propagandy,
  - równości szans i równości traktowania poszczególnych kandydatów,
  - bezstronność podmiotów publicznych wobec kandydatów,
  - jawności i kontroli wydatków wyborczych.
- Przeliczanie głosów na mandaty odbywa się zgodnie z zasadą proporcjonalności
- Wyniki wyborów do organów regionów autonomicznych i organów władzy lokalnej publikuje się w dzienniku urzędowym „Diario da Republica”
- Ocena prawidłowości i ważności aktów wydanych w procedurze wyborczej należy do sądów

## Vilas i Cidades
Vila odnosi się do małych miasteczek, natomiast cidade – do większych miast. Mianowania dokonuje parlament i nie wiąże się to ze zmianami w administracji ani w zakresie obowiązków. Freguesia może zostać uznana za vilę, jeżeli liczy co najmniej 3000 osób uprawnionych do głosowania (wyborców) i spełnia podstawowe wymagania dotyczące infrastruktury (gabinet lekarski, apteka, ośrodek kultury, transport publiczny, oddział portugalskiej poczty, hotel, sklep, przynajmniej jedna szkoła podstawowa, przynajmniej jeden bank), przy czym wystarczy, że freguesia posiada co najmniej połowę tych obiektów. Miano cidade może zostać nadane freguesii, która liczy ponad 8000 mieszkańców uprawnionych do głosowania (wyborców), a oprócz wymagań niezbędnych dla vili posiada: szpital, straż pożarną, kino, centrum kultury, muzeum, bibliotekę, szkoły podstawowe i średnie, publiczne parki i ogrody, choć wystarczy, że freguesia posiada połowę tych obiektów.